# Salpichlaena stenophylla
Salpichlaena stenophylla là một loài dương xỉ trong họ Blechnaceae. Loài này được Trevis. mô tả khoa học đầu tiên năm 1869.
Danh pháp khoa học của loài này chưa được làm sáng tỏ. 